# Insurecția islamică din Nigeria
Insurecția islamică din Nigeria este o insurecție a grupării teroriste islamice și jihadiste Boko Haram împotriva guvernului federal Nigerian. Insurecția este în mare parte cauzată de tensiunile religioase din Nigeria, o țară divizată între nordul său musulman și sudul creștin. Dorința rebelilor este să instaureze un guvern islamic în toată Nigeria.
Prima încercare de rebeliune a grupării Boko Haram din 2009 a eșuat, rezultând în uciderea liderului său, Mahomed Yusuf. După moartea lui Yusuf, Boko Haram s-a fracturat în mai multe grupări rebele, cea mai mare parte dintre ele jurându-i mai târziu loialitate lui Abubakar Shekau, vicele lui Yusuf. Cu toate că se va confrunta cu facțiuni islamiste opozante, Shekau va reuși să obțină controlul celor mai multe grupări jihadiste din Nigeria, pentru o perioadă încercând să le împiedice pe acestea din a se lupta una cu alta în loc de a se opune guvernului nigerian. Shekau va fi susținut de organizații precum al-Qaeda și al-Shabaab. Tacticile sale vor fi marcate de o extremă brutalitate împotriva civililor.